# Lazharia
Lazharia és un municipi (baladiyah) de la província o valiat de Tissemsilt a Algèria. A l'abril de 2008 tenia una població censada de 8.071 habitants.
Està situat al centre-nord del país, a poca distància al sud de la costa de la mar Mediterrània i al sud-oest de la capital del país, Alger.